# Čremušnica
Čremušnica is een plaats in de gemeente Gvozd in de Kroatische provincie Sisak-Moslavina. De plaats telt 85 inwoners (2001).